# Leksikon podunavskih Hrvata – Bunjevaca i Šokaca
Leksikon podunavskih Hrvata – Bunjevaca i Šokaca leksikon je koji obrađuje prošlost i sadašnjost Hrvata u međurječju Dunava i Tise, od Senandrije na sjeveru, do Novoga Sada na jugu.

## Povijest
Prvi svezak leksikona objavljen je 2004. godine i otada izlazi u svescima (1-2 godišnje). Objavljeno je šesnaest svezaka, te drugo izmijenjeno i dopunjeno izdanje prvoga sveska.
Uredništvo leksikona čine Slaven Bačić, glavni urednik, Tomislav Žigmanov, izvršni urednik, Petar Vuković, Stevan Mačković i Mario Bara. U izradu leksikona uključeno više od 100 suradnika različitih struka iz Vojvodine, Mađarske i Hrvatske. Nakladnik leksikona je Hrvatsko akademsko društvo iz Subotice.

## Sadržaj
Značajni su četvrti i deveti svezak, koji sadrže podatke o bunjevačko-hrvatskim organizacijama, ustanovama, udrugama i tiskovinama.
Članci u svescima podijeljeni su na sljedeći način:
- 1. svezak: A (2004., 2008.) digitalno izdanje
- 2. svezak: B – Baž (2004.)  digitalno izdanje
- 3. svezak: Be – Br (2005.) digitalno izdanje
- 4. svezak: Bu (2005.) digitalno izdanje
- 5. svezak: C – Ć (2006.) digitalno izdanje
- 6. svezak: D (2006.) digitalno izdanje
- 7. svezak: Dž – F (2007.) digitalno izdanje
- 8. svezak: G (2008.) digitalno izdanje
- 9. svezak: H (2009.) digitalno izdanje
- 10. svezak: I (2010.) digitalno izdanje
- 11. svezak: J (2011.) digitalno izdanje
- 12. svezak: K – Knj (2013.) digitalno izdanje
- 13. svezak: Ko – Kr (2017.) digitalno izdanje
- 14. svezak: Ku – Kv (2019.) digitalno izdanje
- 15. svezak: L – Mal (2021.) digitalno izdanje
- 16. svezak: Malj – Mu (2023.) digitalno izdanje

Osim događaja, osoba, udruga i institucija vezanih za Hrvate, u leksikon se uvršćuju i druge pojave koje nisu primarno povezane za Bunjevce, Šokce, Race Dalmatine i druge podunavske Hrvate, ali su bile ili su od utjecaja na ovdašnje hrvatsko stanovništvo koje se tradicionalno naziva i regionalnim ili subetničkim imenima.
Uz tiskano izdanje postoje i digitalizirane inačice.

## Vanjske poveznice
- Zlatko Ifković, Leksikon podunavskih Hrvata pridonosi jačanju hrvatskoga nacionalnog identiteta, HKV, 9. studenoga 2014.
- Predstavljen Leksikon podunavskih Hrvata – Bunjevaca i Šokaca  Arhivirana inačica izvorne stranice od 8. kolovoza 2011. (Wayback Machine), LZMK, 19. ožujka 2010.
- Hrvatsko akademsko društvo Subotica